# Miroslav Zajonc
Miroslav Zajonc (ur. 10 czerwca 1960 w Nowym Smokowcu) – słowacki saneczkarz reprezentujący Czechosłowację, Kanadę oraz Stany Zjednoczone, złoty medalista mistrzostw świata.

## Kariera
Największy sukces w karierze osiągnął w 1983 roku, kiedy zdobył złoty medal w jedynkach podczas mistrzostw świata w Lake Placid. W zawodach tych wyprzedził bezpośrednio Siergieja Danilina z ZSRR oraz Jensa Müllera z NRD. Był to jego jedyny medal wywalczony na międzynarodowej imprezie tej rangi. Zajonc został tym samym pierwszym nie-europejskim mistrzem świata w historii. Jest to także jedyny medal zdobyty przez Kanadę na mistrzostwach świata w saneczkarstwie. W 1988 roku, już w barwach USA, wystartował na igrzyskach olimpijskich w Calgary, zajmując w parze z Timothym Nardiello jedenaste miejsce w dwójkach. W tym samym składzie reprezentanci USA zajęli także czwarte miejsce w klasyfikacji Pucharu Świata w dwójkach w sezonie 1986/1987.